# Skip Etchells
Skip Etchells, eigentlich Elwood Widmer Etchells (* 5. Juli 1911 in Philadelphia, Pennsylvania; † 20. Dezember 1998 in Easton, Maryland), war ein US-amerikanischer Yachtkonstrukteur, Bootsbauer und Segler.

## Lebensweg
Nach seinem Examen an der Universität von Michigan mit einem Abschluss als Schiffskonstrukteur arbeitete Skip Etchells auf einer Marinewerft in Seattle während des Zweiten Weltkrieges an der Konstruktion von Zerstörern und Eisbrechern. Nach dem Krieg bekam er eine Stelle in New York beim Yachtkonstruktionsbüro Sparkman & Stephens (S&S), bevor er seine eigene Bootswerft „Old Greenwich Boat Co.“ (OG), in Old Greenwich, Connecticut gründete.

## Karriere im Starboot
Skip Etchells spielte eine wichtige Rolle bei der Entwicklung des modernen Starbootes, das 1910 entworfen worden war. Während seines Studiums in Michigan hatte er für seine Examensarbeit die Abmessungen des Starboot-Rumpfes in den erlaubten Toleranzen variiert und an drei Testmodellen im Wassertank Geschwindigkeitstests zur Optimierung der Rumpflinien durchgeführt.
1942 bauten dann Skip Etchells und sein Freund Bill Kelley die ersten beiden Etchells Starboote mit den Segelnummern 2125, Shillalah und Nr. 2127, Hell's Angel aufgrund der in Michigan optimierten Rumpfformen. Diese beiden ersten Boote konstruierten sie auf Mercer Island in Seattle und bauten sie dann in der Madison Park Garage, wo die Puget Sound Starboot-Flotte ihr Winterlager hatte.
Sie nutzten in dieser Zeit, in der die Starboote noch aus Holz gebaut wurden, die geduldeten Bautoleranzen, denn es waren nur die Höchstwerte für z. B. Länge über Alles (Lüa) 22 Fuß 7 Zoll (Inch) und die Breite über alles (Büa) mit 5 Fuß 8 Zoll angegeben. Die Starboote aus der Werkstatt und späteren Bootswerft „Old Greenwich Boat Co.“ von Skip Etchells waren deutlich schneller als die Konkurrenz. So baute er über 30 Jahre lang einige der schnellsten Boote der Starboot-Klasse.
Gemeinsam mit seiner Frau Mary O’Toole Etchells nahm er sehr erfolgreich an Starboot-Regatten in den USA, Europa, in der Karibik und in Südamerika teil. Sie gewannen gemeinsam fünfmal die „Noroton Race Week“, dreimal den „1. District Atlantic Coast Titel“, den „Bacardi Cup“ 1950 vor Kuba und 1951 die Starboot-Weltmeisterschaft vor Gibson Island (Maryland). Mary Etchells kann damit für sich in Anspruch nehmen, die einzige Frau zu sein, die je eine Starboot-Weltmeisterschaft gewann.

## Kielboot Etchells
Skip Etchells entwarf 1966 das 3-Mann-Kielbootes Etchells, das nach ihm benannt wurde. Als eines der konkurrenzfähigsten Boote im Regattasegeln, ist die Etchells-Klasse oftmals eine Herausforderung für die besten Segler der Welt wie zum Beispiel einen der erfolgreichsten Ameríca’s Cup Segler Dennis Conner aus den USA, der dreimal Weltmeister in dieser Bootsklasse wurde.
Die internationale Etchells Bootsklasse, ursprünglich „Etchells 22“ oder „E22“ genannt nach der Wasserlinienlänge (LWL) von 22 Fuß wurde entworfen, weil man eine neue Kielboot-Klasse für die Olympischen Spiele suchte. Nach zwei Sichtungsregatten 1966 und 1967 vor Kiel und Travemünde entschied man sich jedoch für das 3-Mann-Kielboot Soling. Trotzdem entwickelte sich die Etchells-Klasse zu einer sehr populären Regatta-Yacht mit heute über 1.500 Einheiten, organisiert in einer internationalen Klassenvereinigung mit über 50 Flotten rund um die Welt.
Skip Etchells verstarb mit 87 Jahren im Memorial Hospital in Easton (Maryland).